# Maurice Delbez
Maurice Delbez est un réalisateur et producteur de cinéma français né le 28 juillet 1922 à Bezons et mort le 23 mars 2020 à Nogent-sur-Marne.

## Biographie
À l'âge de 12 ans, Maurice Étienne Delbez de son nom complet, entre au lycée Charlemagne à Paris. Ses parents ont alors revendu leur bistrot au 117 de la rue Jean-Jaurès, et les revenus de la famille sont très faibles. Le père de Maurice Delbez s'essaye à différents emplois, et sa mère travaille la nuit en tant que caissière dans un café. 
Maurice Delbez a 17 ans lorsque la guerre est déclarée. Il est pacifiste et le revendique.[Interprétation personnelle ?] En 1940, avec l'arrivée des nazis dans Paris, il s'engage dans la résistance lors de la première manifestation des étudiants contre l'occupant, le 11 novembre 1940, à Paris[réf. nécessaire]. En 1942, ils imprimaient des tracts sur une machine cachée dans une cave, les distribuaient la nuit.
Alors qu'il travaillait dans un bureau du Trésor Public, il rencontre le comédien Julien Bertheau, sociétaire de la Comédie-Française, qui va l'encourager. Il fonde une troupe théâtrale éphémère à la suite d'une rencontre avec Jean Vilar et l'association « Théâtre et Culture » qu'il dirigeait à l'époque.
Convoqué pour le Service du travail obligatoire (STO), à la fin de l'année 1943, il a pu franchir la ligne de démarcation avec de faux papiers et a rejoint un peu plus tard les maquis d'Auvergne avec les Forces françaises de l'intérieur (FFI ) pour les batailles du Mont Mouchet et de Chaudesaignes.
À la fin de la guerre, il réussit le concours d'entrée dans la deuxième promotion de l'IDHEC, la promotion Jean Vigo. Grâce à un prêt d'honneur, il pourra définitivement renoncer à son emploi dans les finances et se consacrer au cinéma, et non au théâtre, comme il le croyait quelques années plus tôt.
Le comédien Pierre Fresnay le met en contact avec le réalisateur Maurice Cloche, dont il sera assistant réalisateur pour plusieurs films. Maurice Delbez a travaillé avec Jean Grémillon, Robert Bresson, Guy Lefranc, Darry Cowl… Son film le plus connu est À pied, à cheval et en voiture. En 1963, il adapte à l'écran l'histoire d'amour décrite par Robert Sabatier dans son livre Alain et le Nègre en 1953. Ce film, Rue des Cascades, également connu sous le titre Un gosse de la Butte, raconte l'histoire d'amour entre une femme de 40 ans et un jeune Antillais de 20 ans son cadet sera éloigné des écrans pour une affaire de distribution au moment de sa sortie en France en 1964[réf. nécessaire]. 
Maurice Delbez s'est ensuite tourné vers la télévision, notamment en réalisant des documentaires sur l'histoire du cinéma, « La Mémoire aux images ». Ces vingt émissions ont été diffusées sur France 3. Il a aussi été producteur pour la télévision des émissions « Cinéma A » pour Antenne 2 et de « Mosaïque » pour France 3. Il a réalisé six des treize premiers épisodes des Saintes chéries, qui ont connu un grand succès international[réf. nécessaire].
Il a écrit son autobiographie, Ma vie racontée à mon chien cinéphile, parue en 2001 aux Éditions L'Harmattan.
En mai 2017, la Société nouvelle de cinématographie (SNC) et Celluloid Angels ont réuni des fonds pour restaurer le film Rue des Cascades et lui donner ainsi une seconde chance. En 2018, M6 programme le film restauré et le ressort en DVD, ainsi que d'autres films de Maurice Delbez. Il sera également à l'affiche pendant 6 mois dans des salles de cinéma d'art et d'essai à Paris et à Bruxelles. Et il sera l'objet de nombreuses critiques qui le jugeront : précurseur, courageux et féministe. En 2019, Rue des Cascades est projeté au festival de cinéma d'automne à Salon de Provence.[réf. nécessaire]
Il meurt le 23 mars 2020 à l'âge de 97 ans,.

## Filmographie

### Réalisateur
- 1957 : La Roue
- 1957 : À pied, à cheval et en voiture
- 1958 : Et ta sœur
- 1961 : Dans l'eau... qui fait des bulles !
- 1962 : L'inspecteur Leclerc enquête (série télévisée) :
  - épisode n° 1.24 : La filière
- 1964 : Un gosse de la butte (Rue des Cascades)
- 1964 : L'Année du bac
- 1965 et 1966 : Les Saintes chéries (série télévisée) (saison 1) :
  - épisodes en 1966 : Ève reçoit  et  Ève et la vie parisienne
  - épisodes en 1965 : Ève et les magasins  et Ève et ses enfants
- 1967 : L'Amateur ou S.O.S. Fernand (série télévisée) :
  - épisodes : La princesse russe et Le sculpteur
- 1973 : Destins (TV)
- 1980 : Les Menteurs (TV)
- 1980 : Des vertes et des pas mûres (TV)
- 1990 : Gilles Grangier : 50 ans de cinéma

### Scénariste
- 1959 : Les Dragueurs de Jean-Pierre Mocky.

### Assistant réalisateur
- 1949 : Docteur Laennec de Maurice Cloche
- 1949 : La Cage aux filles de Maurice Cloche
- 1950 : Ballerina de Ludwig Berger
- 1950 : Né de père inconnu de Maurice Cloche
- 1951 : Knock de Guy Lefranc
- 1951 : Le Voyage en Amérique d'Henri Lavorel
- 1952 : L'Homme de ma vie de Guy Lefranc
- 1951 : Une histoire d'amour de Guy Lefranc
- 1952 : Elle et Moi de Guy Lefranc
- 1954 : Les Révoltés de Lomanach de Richard Pottier
- 1954 : Escalier de service de Carlo Rim
- 1954 : Le Fil à la patte de Guy Lefranc
- 1955 : Milord l'Arsouille d'André Haguet
- 1955 : Les Aristocrates de Denys de La Patellière
- 1956 : Le Salaire du péché de Denys de La Patellière
- 1966 : Le Voyage du père de Denys de La Patellière
- 1966 : Les malabars sont au parfum de Guy Lefranc

### Directeur de production
- 1968 : Les Idoles de Marc'O
- 1977 : La Grande Frime d'Henry Zaphiratos

### Conseiller technique
- 1960 : Le Panier à crabes de Joseph Lisbona
- 1961 : Les Nymphettes d'Henry Zaphiratos
- 1964 : Jaloux comme un tigre de Darry Cowl
- 1969 : Le Paria de Claude Carliez